# آنتون شکاپلروف
آنتون شکاپلروف (به انگلیسی: Anton Shkaplerov) فضانورد اهل روسیه است که در ۲۰ فوریهٔ ۱۹۷۲ در سواستوپول زاده شد. وی در مأموریت سایوز تی‌ام‌ای-۲۲، اعزام ۲۹ و اعزام ۳۰ حضور داشته است.